# Gente Fina
Gente Fina é uma telenovela brasileira produzida e exibida pela TV Globo de 12 de março a 17 de agosto de 1990, em 137 capítulos. Substituiu O Sexo dos Anjos e foi substituída por Barriga de Aluguel, sendo a 39ª "novela das seis".
Escrita por Luís Carlos Fusco e Walter George Durst, livremente inspirada no argumento de José Louzeiro, foi escrita com colaboração de Marilu Saldanha. Contou com a direção de Herval Rossano, Luiz Fernando Carvalho, Lucas Bueno e Milton Gonçalves. A direção geral e núcleo foi de Gonzaga Blota.
Contou com Hugo Carvana, Nívea Maria, Sandra Bréa, Lisandra Souto, Guilherme Fontes, Sandra Barsotti, Gracindo Júnior, Othon Bastos e Paulo Goulart nos papéis principais.

## Sinopse
Joana e Guilherme é um casal de classe média de meia-idade que mora em Copacabana. Suas dívidas levam a uma crise financeira e eles são despejados do apartamento, sendo obrigados a levar a numerosa família para um casarão no subúrbio carioca.
No bairro suburbano, envolvem-se com novos e interessantes vizinhos, e tentam sair da crise financeira com bom humor e esperteza.

## Elenco
| Interprete                   | Personagem                                   |
| ---------------------------- | -------------------------------------------- |
| Hugo Carvana                 | Guilherme de Azevedo Paiva                   |
| Nívea Maria                  | Joana de Assis Paiva                         |
| Lisandra Souto               | Maria Cristina de Assis Paiva (Kika)         |
| Sandra Bréa                  | Janete Mattos Arantes                        |
| Guilherme Fontes             | Maurício Ramanadji Anazir                    |
| Othon Bastos                 | Tufik Anazir                                 |
| Sandra Barsotti              | Indhira Ramanadji Anazir                     |
| José Lewgoy                  | Olavo de Azevedo Paiva                       |
| Paulo Goulart                | Joaquim Ribeiro                              |
| Jayme Periard                | Alexandre Nunes Limonta (Alex)               |
| Narjara Turetta              | Alessandra Nunes Limonta                     |
| Carlos Zara                  | Frederico Limonta                            |
| Milton Gonçalves             | Nei Assunção (Michael Jackson)               |
| Marcos Breda                 | Gil Vicente Ribeiro                          |
| Fábio Villa Verde            | Pero Vaz Ribeiro                             |
| Andréa Veiga                 | Suzy Brynner                                 |
| Norma Geraldy                | Berta Cavalcante                             |
| Angelina Muniz               | Dinorá Almeida                               |
| Laerte Morrone               | Agenor Martins                               |
| Célia Biar                   | Eulália de Alencar                           |
| Ida Gomes                    | Eudóxia Paranhos Bragança do Amaral          |
| André Valli                  | Carlos Menezes (Façanha)                     |
| Diana Morel                  | Zenaide Soares                               |
| Benjamin Cattan              | Expedito Maracujáh                           |
| Tony Tornado                 | José Etelvino Dagmar de Souza (Dagmar)       |
| Ísis Koschdoski              | Jacira Lopes Bragança do Amaral (Jaci)       |
| Victor Branco                | Fernando Paranhos Bragança do Amaral (Biela) |
| Cleyde Blotta                | Beatriz de Moraes                            |
| Rogério Fróes                | Augusto Teixeira                             |
| Cláudia Borioni              | Arlete dos Santos                            |
| Mauricio Gonçalves           | Élcio Assunção (Zico)                        |
| Terezinha Sodré              | Carmem Guimarães                             |
| Ana Gallo                    | Diná Garcia                                  |
| Hugo Gross                   | Sérgio Faria (Serginho)                      |
| Ana Maria Nascimento e Silva | Ulla Maria Castro                            |
| Dominique Affonso            | Paula Nascimento                             |
| Ana Maria Sagres             | Margarida (Magá)                             |
| Carlos Arruda                | Jamil Campos                                 |
| Cissa Guimarães              | Mariah                                       |
| José Carlos Sanches          | Marcos Vinicius Marques (Marcão)             |
| Natália Lage                 | Tatiana de Assis Paiva (Tatá)                |
| Nicolai Nunes                | Roberto de Assis Paiva (Beto)                |
| Luã Ubacker                  | Diego Lopes Bragança do Amaral (Tiquinho)    |
| Alexandre Santini            | Gabriel Lopes Bragança do Amaral (Tucho)     |
| Marcela Pereira              | Isabel Martins (Isa)                         |

### Participações especiais
| Interprete      | Personagem           |
| --------------- | -------------------- |
| Gracindo Júnior | Arthur Arantes       |
| Veluma          | Isaura Schmidt       |
| Cláudia Cepeda  | Gilda Saldanha       |
| Denis Derkian   | Otto Hermann         |
| Stela Freitas   | Laila Gomes          |
| Felipe Wagner   | Paulo Mariano Moraes |
| Roberto Lopes   | Gerente do Banco     |

## Audiência
Teve média geral de 35 pontos.

## Trilha sonora

### Nacional
Capa: Lisandra Souto
| N.º            | Título                                                                              | Música             | Personagens               | Duração |  |
| 1.             | "Sonhando Eu Sou Feliz"                                                             | Beth Carvalho      | Abertura / Guilherme      | 03:51   |  |
| 2.             | "Tudo Faz Lembrar Você"                                                             | Daniel Rossano     | Maria Cristina (Kika)     | 04:03   |  |
| 3.             | "E.O.Q.A."                                                                          | Lulu Santos        | Alexandre (Alex)          | 04:18   |  |
| 4.             | "Quatro Semanas de Amor (Sealed With a Kiss)"                                       | Luan & Vanessa     | Gil Vicente               | 03:05   |  |
| 5.             | "Pot-Pourri - Ela Sabe Mexer: Abre a Roda, Morena / Roda de Samba / Beco do Amor 2" | Sarajane           | Dinorá                    | 03:20   |  |
| 6.             | "Meu Jogo"                                                                          | Joanna             | Janete                    | 05:00   |  |
| 7.             | "Dançando Lambada"                                                                  | Kaoma              | Locação: Oficina Mecânica | 04:44   |  |
| 8.             | "Bagdá 40º"                                                                         | Bebeco Garcia      | Maurício                  | 03:42   |  |
| 9.             | "Cidadã do Mundo"                                                                   | Rosana             | Joana                     | 04:23   |  |
| 10.            | "Minha Querência"                                                                   | Agepê              | Joaquim                   | 04:18   |  |
| 11.            | "Morena"                                                                            | Fogo Baiano        | Michael Jackson           | 02:29   |  |
| 12.            | "Travessuras"                                                                       | Oswaldo Montenegro | Olavo                     | 04:05   |  |
| 13.            | "Eulália (Instrumental)"                                                            | Julinho Teixeira   | Eulália                   | 03:00   |  |
| 14.            | "Quéfren (Instrumental)"                                                            | Nova Era           | Arthur                    | 03:34   |  |
| Duração total: | Duração total:                                                                      | Duração total:     | Duração total:            | 53:58   |  |

### Internacional
Capa: Jayme Periard
| N.º            | Título                                   | Música                      | Personagens                      | Duração  |  |
| 1.             | "Another Day In Paradise"                | Phil Collins                | Guilherme e Joana                | 05:21    |  |
| 2.             | "Running"                                | Information Society         | Locação: Rio de Janeiro          | 07:40    |  |
| 3.             | "Sealed With a Kiss"                     | Jason Donovan               | Gil Vicente                      | 02:32    |  |
| 4.             | "Janie's Got a Gun"                      | Aerosmith                   | Maurício                         | 05:27    |  |
| 5.             | "Advice For The Young At Heart"          | Tears For Fears             | Alexandre (Alex)                 | 04:53    |  |
| 6.             | "Together"                               | Mike Francis                | Beatriz e Teixeira               | 04:52    |  |
| 7.             | "Mentiras (La Lambada del Mentiroso)"    | Ana Morena Y La Piña Colada | Dagmar e Ulla                    | 02:52    |  |
| 8.             | "Midnight"                               | Nikka Costa                 | Paula                            | 04:29    |  |
| 9.             | "Oh L'Amour (Live)"                      | Erasure                     | Tema Geral                       | 03:06    |  |
| 10.            | "How Am I Supposed To Live Without You?" | Michael Bolton              | Maria Cristina (Kika) e Maurício | 04:43    |  |
| 11.            | "All I Wanna Do Is Make Love To You"     | Heart                       | Guilherme                        | 05:06    |  |
| 12.            | "A Reason To Believe"                    | Wilson Phillips             | Dinorá                           | 04:03    |  |
| 13.            | "Brand New Love Affair"                  | Jigsaw                      | Eudóxia e Olavo                  | 02:55    |  |
| 14.            | "Angel"                                  | Eurythmics                  | Janete                           | 05:11    |  |
| Duração total: | Duração total:                           | Duração total:              | Duração total:                   | 01:03:17 |  |